# De Zijl Zwemsport
Il De Zijl Zwemsport è un club che si occupa di sport acquatici con sede nel comune di Leida (Paesi Bassi), noto principalmente per la sezione pallanuotistica maschile e femminile.

## Storia
Il club è frutto della fusione di due società diverse: De Zijl-LGB con sede a Leida e Vivax con sede a Oegstgeest. Dall'anno 2001 le squadre di pallanuoto maschili si allenano insieme, e questa partnership porta alla fusione dei due club nel 2003.
In ambito femminile, invece, la squadra è nota col nome ZVL, un acronimo che vuole indicare l'unione fra De Zijl-LGB, Vivax e LZ 1886, una terza società che ha deciso di unirsi al De Zijl Zwemsport per formare una squadra competitiva nella pallanuoto femminile.

## Palmarès

### Settore femminile
- Campionato olandese: 2

2014, 2016
- Supercoppa dei Paesi Bassi: 1

2012
- KNZB Beker: 6

2012, 2013, 2014, 2015, 2016, 2018